# يوجين كينجمان
يوجين كينجمان (بالإنجليزية: Eugene Kingman)‏ (و. 1909 – 1975 م) هو رسام من الولايات المتحدة الأمريكية. ولد في بروفيدنس، رود آيلاند.
توفي في لوبوك، تكساس، عن عمر يناهز 66 عاماً.

## التعليم
تعلم في جامعة ييل، وكلية رود أيلاند للتصميم.